# یاسوماسا نیشینو
یاسوماسا نیشینو (ژاپنی: 西野 泰正؛ زادهٔ ۱۴ سپتامبر ۱۹۸۲) یک بازیکن فوتبال اهل ژاپن است.
از باشگاه‌هایی که در آن بازی کرده‌است می‌توان به باشگاه فوتبال جوبیلو ایواتا، باشگاه فوتبال شیمیزو اس-پالس، باشگاه فوتبال کیوتو سانگا و باشگاه فوتبال کاماتامار سان‌اوکی اشاره کرد.